# Karl Sims

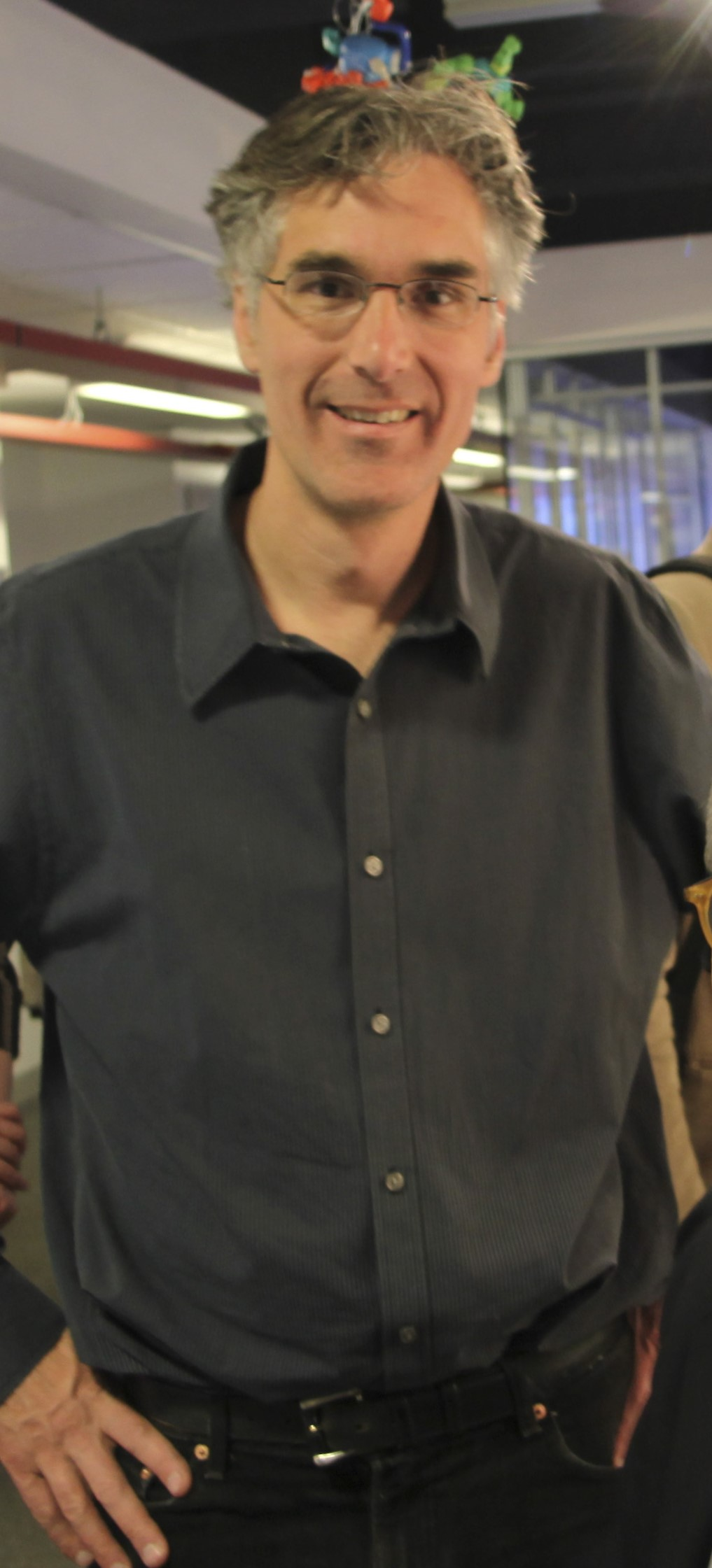
Sims im April 2009

Karl Sims (*  1962 in Boston) ist ein amerikanischer Informatiker, der in den frühen 90er Jahren bekannt wurde, als er mit Algorithmen und künstlicher Intelligenz Mechanismen der Evolution nachgestaltete. Die durch sogenannte genetische Programmierung erschaffenen virtuellen Wesen wurden virtual creatures genannt. Karl Sims Schaffen fand  öffentliches Interesse und künstlerische Würdigung, z. B. durch eine Ausstellung im Centre Georges-Pompidou in Paris und einer zweifachen Auszeichnung durch die Ars Electronica Linz.

## Leben und Werk

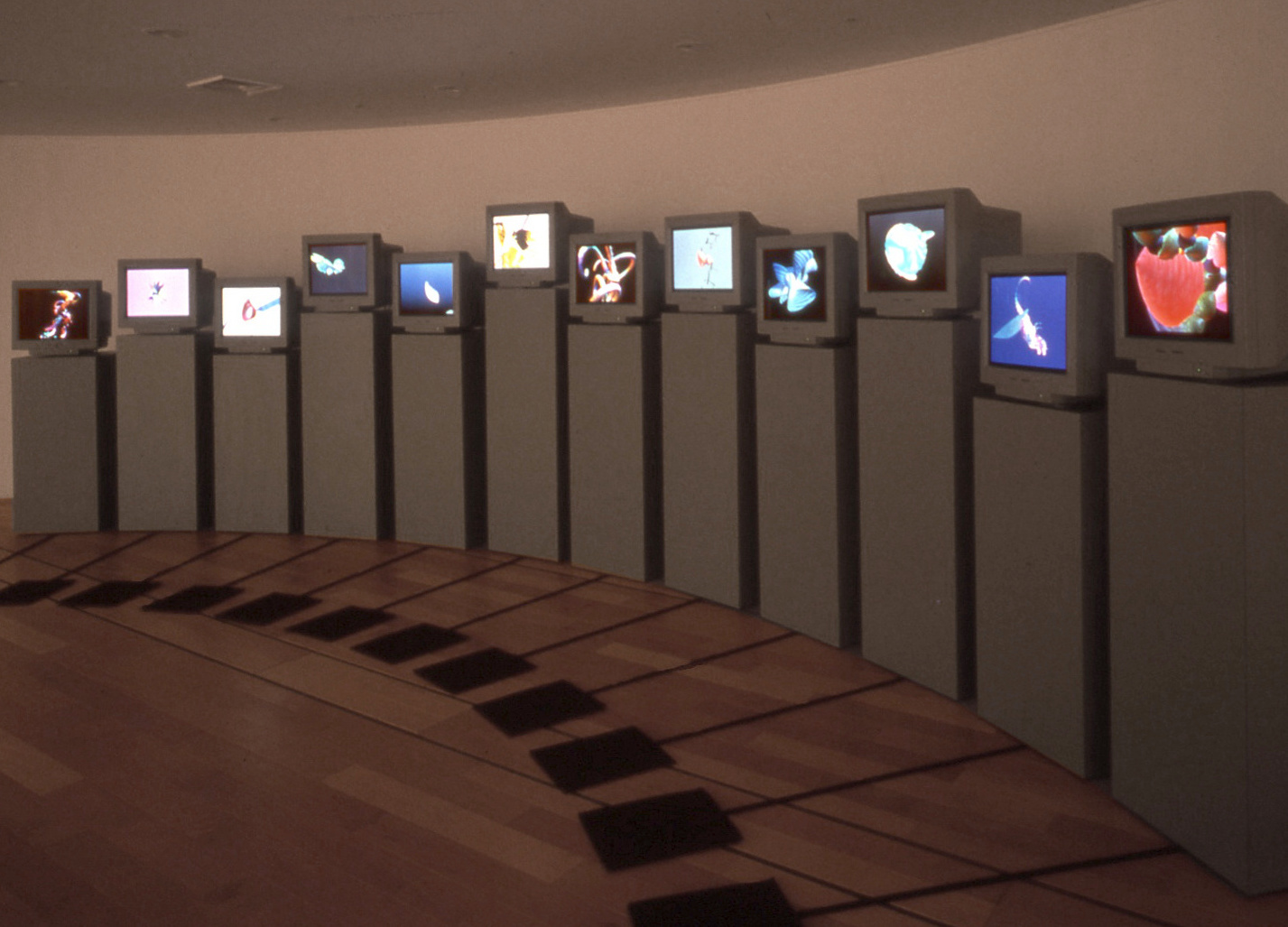
Interaktive digitale Installation „Galápagos“ (1997) von Karl Sims

Sims arbeitete beim Massachusetts Institute of Technology (MIT). Er erhielt seinen B. S. vom MIT im Jahre 1984 und seinen M.S. vom MIT Media Lab in 1987. Er arbeitete für Thinking Machines sowie für Whitney-Demos Production. Zudem half er bei der Firmengründung von Optomystic.
1998 war er MacArthur Fellow, also einer der US-Amerikaner, die „außerordentliche Verdienste vorzeigen und andauernde und verstärkte kreative Arbeit versprechen“. Zurzeit leitet er GenArts, eine Firma, die sich mit Spezialeffekten in Filmen beschäftigt.
2019 wurde Karl Sims mit dem bedeutenden US-amerikanischen Fernsehpreis EMMY ausgezeichnet.